# Острова (Владимирская область)
Острова — деревня в Гусь-Хрустальном районе Владимирской области России, входит в состав Муниципального образования «Посёлок Уршельский».

## География
Деревня расположена в 55 км на восток от центра поселения посёлка Уршельский и в 19 км на северо-запад от Гусь-Хрустального. 

## История
В конце XIX — начале XX века деревня входила в состав Моругинской волости Судогодского уезда, с 1926 года — в составе Арсамакинской волости. В 1859 году в деревне числилось 23 дворов, в 1905 году — 31 дворов, в 1926 году — 39 дворов. 
С 1929 года деревня являлась центром Островского сельсовета Гусь-Хрустального района, с 1954 года — в составе Аббакумовского сельсовета, с 2005 года — в составе Муниципального образования «Посёлок Уршельский».

## Население
| 1859 | 1905 | 1926 |
| ---- | ---- | ---- |
| 171  | 219  | 235  |

| 1859 | 1905 | 1926 | 2002 | 2010 | 2021 |
| ---- | ---- | ---- | ---- | ---- | ---- |
| 171  | ↗219 | ↘26  | ↘17  | ↗19  | ↗39  |